# Warszawska Wyższa Szkoła Informatyki
Warszawska Wyższa Szkoła Informatyki – polska uczelnia niepubliczna, założona 19 lipca 2000 roku w Warszawie.
Jest jedyną w Polsce specjalistyczną uczelnią, która prowadzi studia wyższe wyłącznie na jednym kierunku – informatyka.

## Historia
Historia powstania uczelni ma swoje początki w latach siedemdziesiątych XX wieku, kiedy przy ulicy Miłej 7 w Warszawie działało studium zajmujące się prowadzeniem takich kierunków, jak: przetwarzanie danych, oprogramowanie maszyn cyfrowych czy statystyka.
W roku 1992 pod tym adresem powstało studium zawodowe Mila College, które w 2000 roku zostało przekształcone w szkołę wyższą. Zmiana siedziby i nazwy na Warszawska Wyższa Szkoła Informatyki nastąpiły w roku 2004.

## Władze
Władze uczelni (2020):
- Andrzej Żyławski – prezydent
- Dr hab. inż. Zenon Gniazdowski – rektor
- Halina Wojciechowska – prorektor

### Kolegium rektorskie
Kolegium rektorskie WWSI stanowią powołani przez rektora dyrektorzy przedsiębiorstw teleinformatycznych:
- Andrzej Żyławski – przewodniczący
- Krzysztof Jonak, Intel Technology Poland
- Przemysław Kania, Cisco Systems Poland
- Marcin Olszewski, Hewlett-Packard Polska
- Jarosław Szymczuk, IBM Polska,
- Piotr Witczyński, Oracle Polska

## Kierunki
Uczelnia prowadzi następujące kierunki kształcenia:
- Studia I stopnia:
  1. Inżynieria oprogramowania
  2. Inżynieria baz danych
  3. Inżynieria multimediów
  4. Inżynieria sieci teleinformatycznych
  5. Inżynieria Internetu
  6. Inżynieria bezpieczeństwa systemów informatycznych
  7. Inżynieria systemów mobilnych (od 2013/2014)
- Studia II stopnia:
  1. Systemy i sieci teleinformatyczne
  2. Chmura Obliczeniowa
  3. Zarządzanie projektami
  4. Big data & Business analytics
  5. IT Project Management
  6. Cloud Computing
- Studia podyplomowe:
  1. Inżynieria systemów przetwarzających w chmurze
  2. Internetowe aplikacje bazodanowe
  3. Zarządzanie projektami informatycznymi
  4. Systemy i sieci teleinformatyczne
  5. Bezpieczeństwo systemów teleinformatycznych
  6. Bazy danych i Business Intelligence
  7. Technologie internetowe w zastosowaniach Business Intelligence